# 積善樓
24°10′09″N 120°41′38″E / 24.169292°N 120.693787°E
積善樓，是位於臺灣臺中市北屯區平田里的潮州式門樓，為當地賴姓家族所建懷德堂的殘留物，今列市定古蹟。

## 歷史

### 由來
清治時期，漳州府平和縣武聖堡清寧里石繩社心田鄉赤嶺的賴氏五兄弟——賴雲從、賴福、賴蔭、賴富、賴養，來北屯二分埔、三分埔開墾。族人賴長榮在二分埔建立宅院懷德堂後，至1924年由賴崇仁另建新的門樓——積善樓。
積善樓是依地理師建議而建於舊門樓的南方，名稱是勉勵子孫行善助人，題有「得主地精華日暖風和光世第」與「鍾山川秀氣雲蒸霞蔚啟人文」。後代賴明聰說明，門樓是採潮州作法興建，建材為清水磚與福州杉，1927年落成，一樓格局為三間空間，牆身承重牆式，再建一層太子樓，有燕尾式屋簷、歇山翹脊頂並裝飾花草、鏡片等。
積善樓含園地佔地約一百多坪，曾有水池。門樓後面園地種植五株榕樹，代表賴氏五兄弟團結合心。曾有人設案祭拜這些老樹，但居民認為不宜而作罷。此外，賴氏一族還在今北屯區河北路建立宗祠，取名「五美堂」作紀念。
二十世紀初，賴長榮之女賴端出嫁後在北屯所居的林懋陽故居，日後成為歷史建築。

### 保存
隨著經濟發展，二分埔從農業區變成為商業、住宅區。1979年，懷德堂規劃為北屯兒童公園預定地，日後拆毀。公園預定地對面的積善樓，則在1980年劃為抵費地。

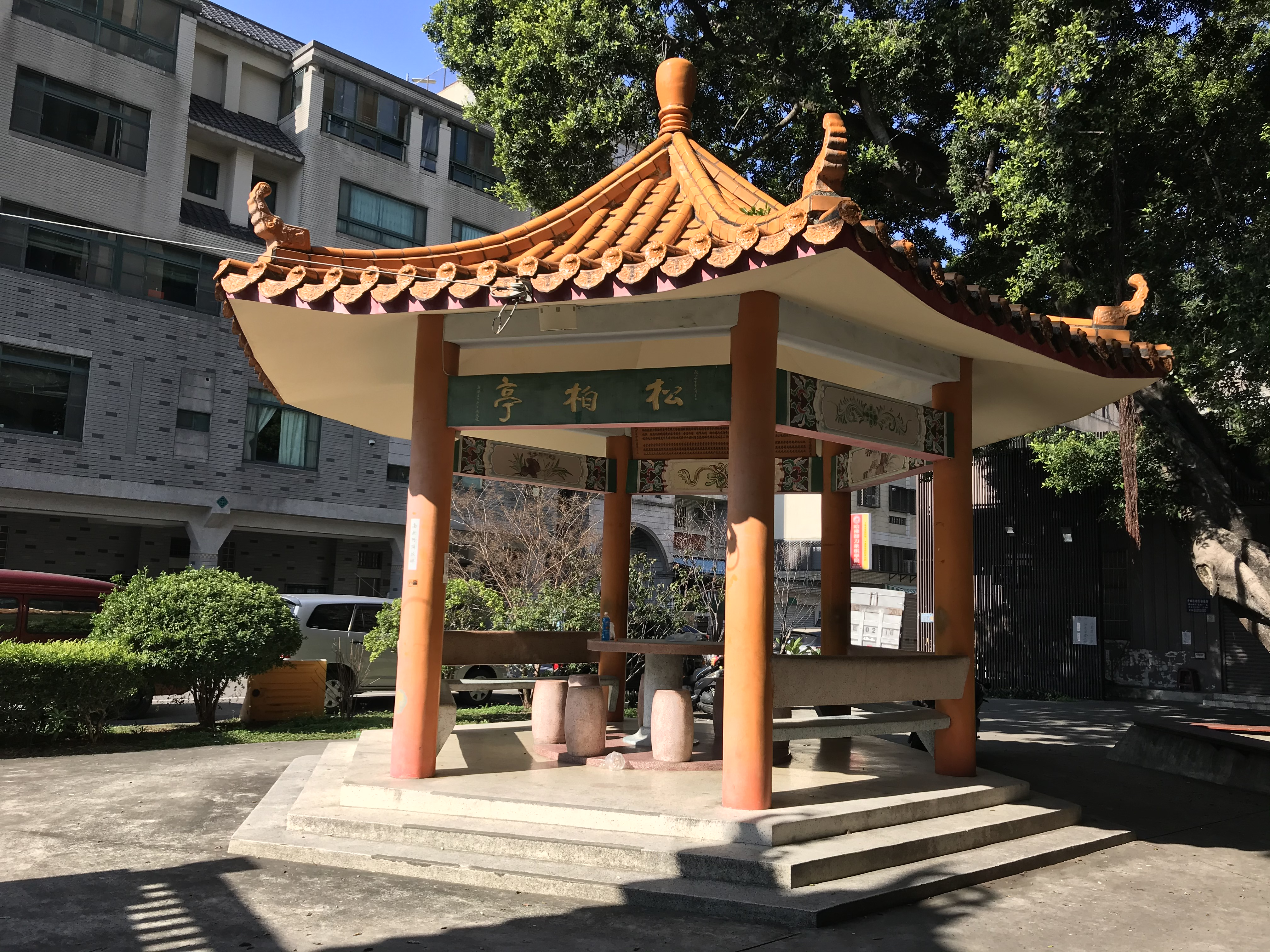
積善樓松柏亭

1985年，專家來到被劃為北屯區第四期重劃的積善樓後，認為無古蹟保留價值，建議台中市政府拆除，應當地民眾要求作為平田里集會所及老人休閒中心。原先民意代表想標下此抵費地蓋高樓賺錢，被地方人士極力向市府爭取保留。1999年4月，積善樓與湖心亭同成為省轄市時期臺中市最早登錄的市定古蹟。2001年7月18日，內政部就九二一特別預算社區更新基金十四億五千萬元的古蹟修復經費，編列新台幣八十萬給積善樓作調查研究規劃案。2006年11月27日，所有權人賴明聰將該樓無償捐贈市府。由鉅虹建設認養積善樓與老樹，作景觀規劃。